# Mithi
Mithi är huvudort för distriktet Tharparkar i den pakistanska provinsen Sindh. Folkmängden uppgick till cirka 20 000 invånare vid folkräkningen 2017.